# Fujii-dera (Yoshinogawa)

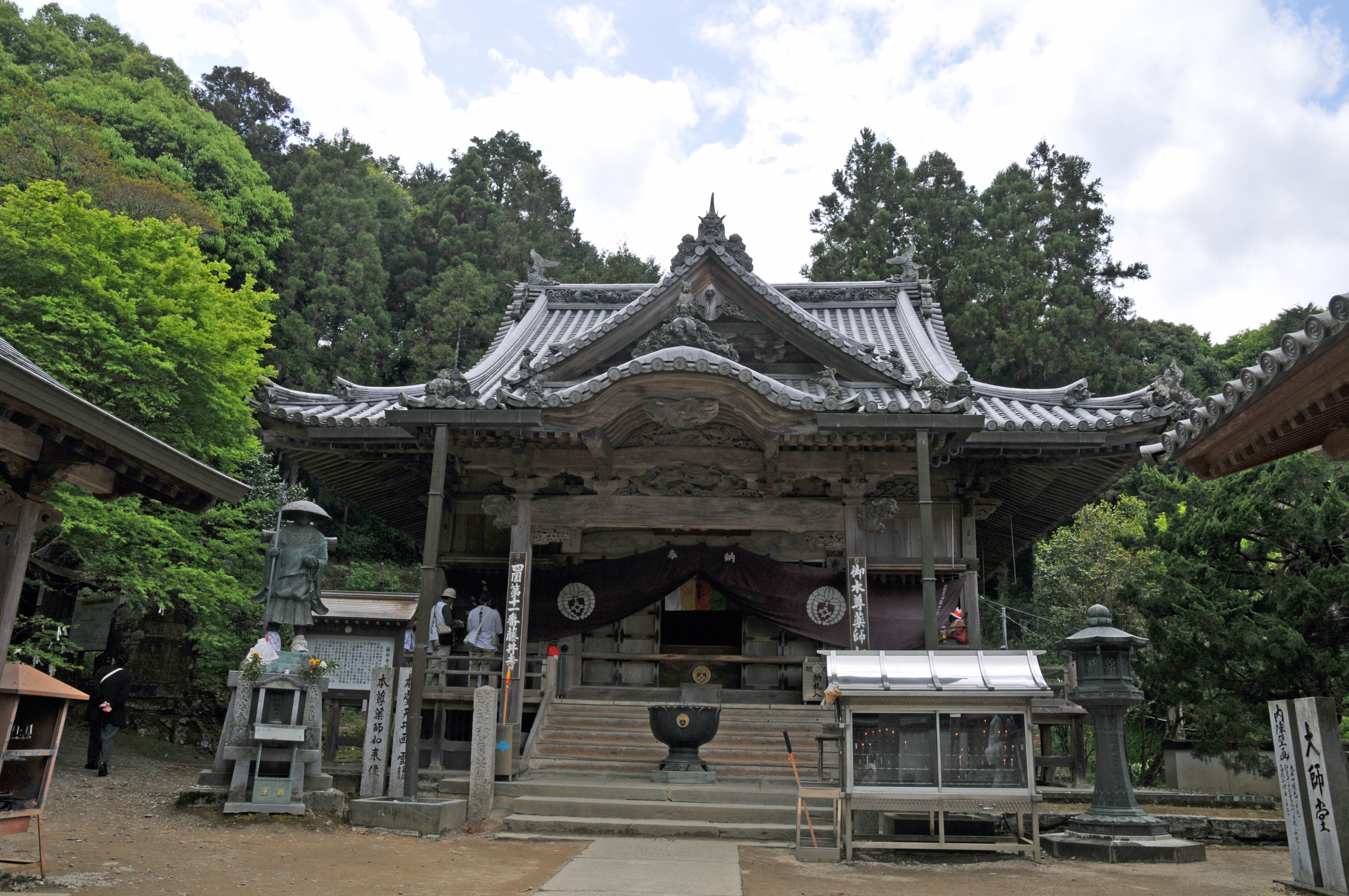
Haupthalle, rechts das Dach der Daishidō

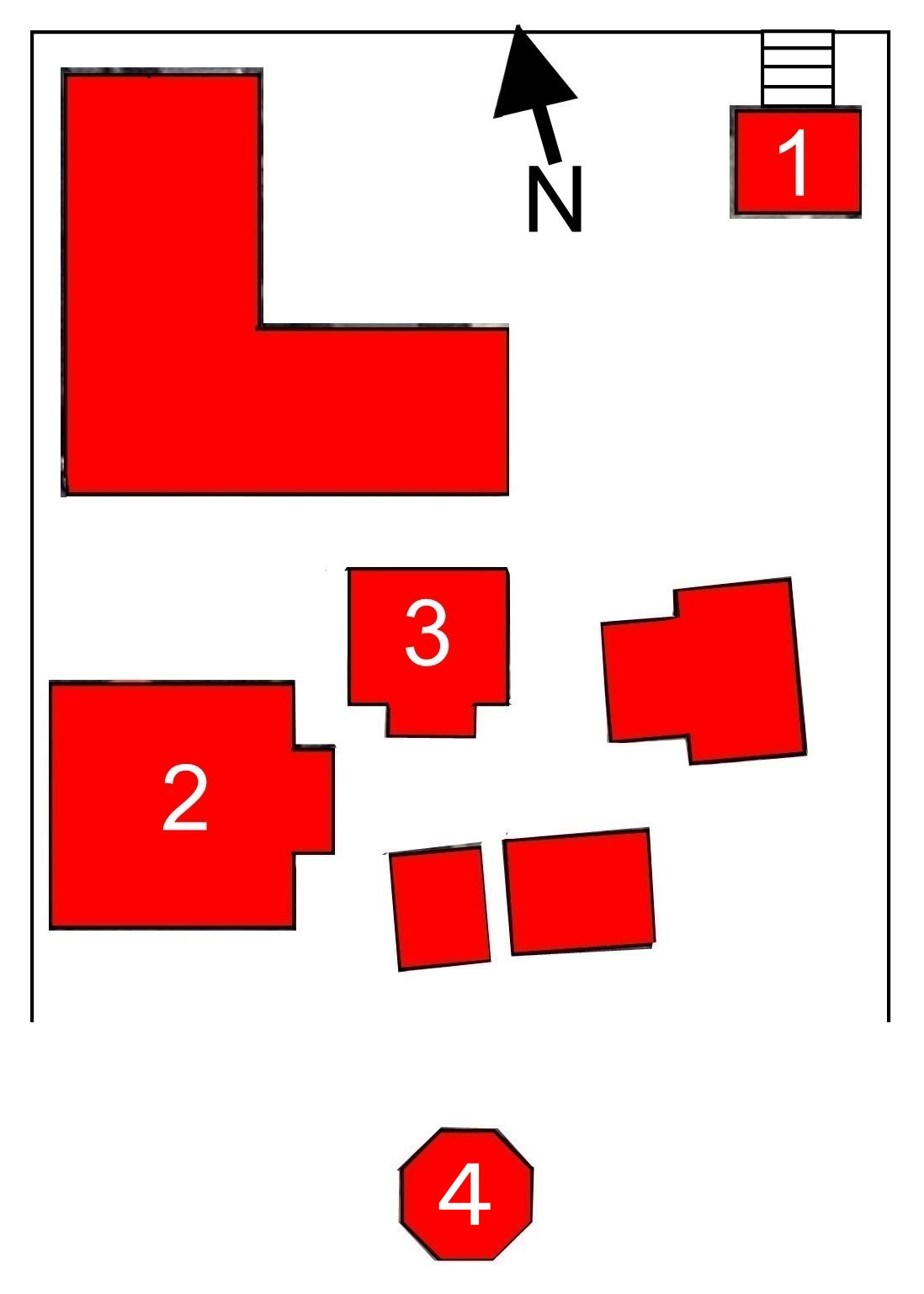
Plan des Tempels (s. Text)

Der Fujii-dera  (japanisch 藤井寺) mit den Go Kongōzan (金剛山) und Ichijōin (一乗院) in Yoshinogawa (Präfektur Tokushima) ist ein Tempel in den Bergen über dem Yoshino-Fluss, der zur Myōshinji-Richtung (妙心寺派) des Rinzai-Buddhismus gehört. In der traditionellen Zählung ist er der 11. Tempel des Shikoku-Pilgerwegs.

## Geschichte
Der Überlieferung nach kam Priester Kūkai auf seiner Wanderung (巡錫, Junshaku) durch Shikoku während der Kōnin-Ära (810–824) in diese Gegend, Er schnitzte eine Figur des heilenden Buddhas Yakushi und erbaute für ihn einen kleinen Pavillon und errichtete dafür das sogenannte „Unzerstörbare“ (金剛不壞, Kongōfue) als Goma-Podest (護摩壇). Und weil er dem Gebäude eine fünffarbige Wisterie pflanzte, soll der Tempel den Namen Kongōsan Fujiidera erhalten haben.
Damals gehörte der Tempel zur Shingon-Richtung des Buddhismus, brannte aber in den kriegerischen Auseinandersetzungen während der Tenshō-Ära (1573–1592) ab.  Priester Chōzen (澄禅) vom Chishakuin (知積院) in Kioto, der die Gegend 1653 bereiste, berichtete, dass der Tempel verwüstet sei. Schließlich wurde der Tempel während der Enpō-Ära (1673–1682) von Priester Nanzan (南山) als Tempel der Rinzai-Richtung wieder aufgebaut.
1832 brannte der Tempel wieder, wobei nur der Buddha, die Kultfigur, gerettet werden konnte. Der Wiederaufbau erfolgte ab 1869.

## Anlage
Man betritt die Anlage durch das Tempeltor (山門, Sammon; 1), kommt dann zur Haupthalle (本堂, Hondō; 2) und hat dann zur Rechten die Halle, in der der Tempelgründer verehrt wird, die Daishidō (大師堂; 3). Hinter dem Tempelgelände, etwas höher gelegen, steht der kleine achteckige Pavillon Hakuryū Benzaitendō (白龍弁財天堂; 4), der der heiligen Benzaiten gewidmet ist.
Weiter oben steht als Oku no In (奥の院) ein winziger Schrein auf einer schieferartigen Steinschichtung.

## Schätze
Hauptkultfigur ist eine Skulptur des Yakushi-Buddha, also des heilenden Buddha. Auf der Rückseite ist schwarz eine Inschrift vorhanden, aus der hervorgeht, dass nach Ansicht des Priesters Keijin (経尋; 1499－1526) die Figur als im Jahr 1148 als Shaka-Buddha gefertigt wurde. Sie wird auch als solche unter der Bezeichnung „Mokuzō Shaka Nyorai zazō“ (木造釈迦如来坐像), als „Aus Holz gefertigte, sitzende Shaka Nyorai Figur“ als Wichtiges Kulturgut Japans geführt. Das Medizingefäß, das der gegenwärtige Buddha in der linken Hand hält, wurde erst später hinzugefügt.

## Bilder

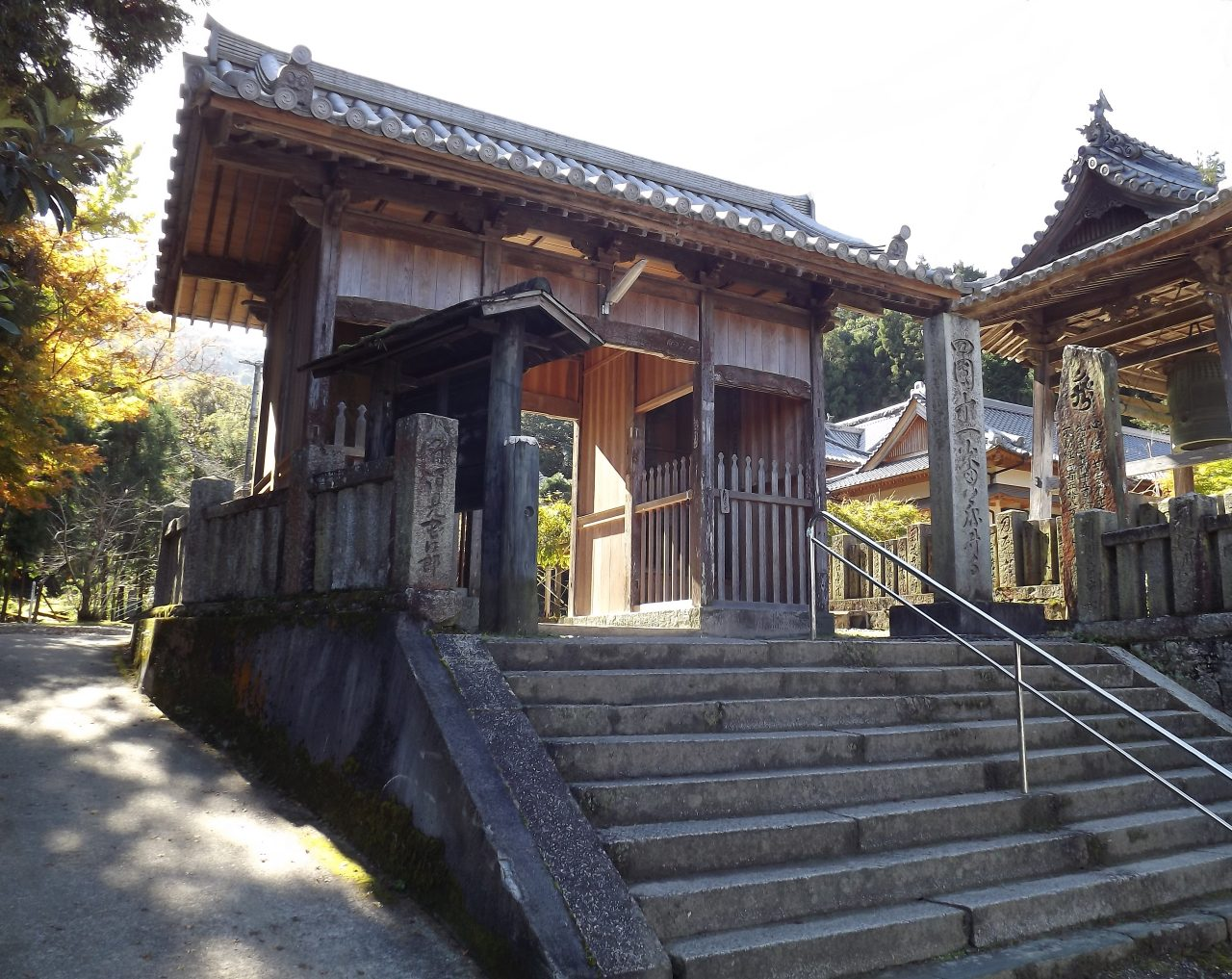
Tempeltor
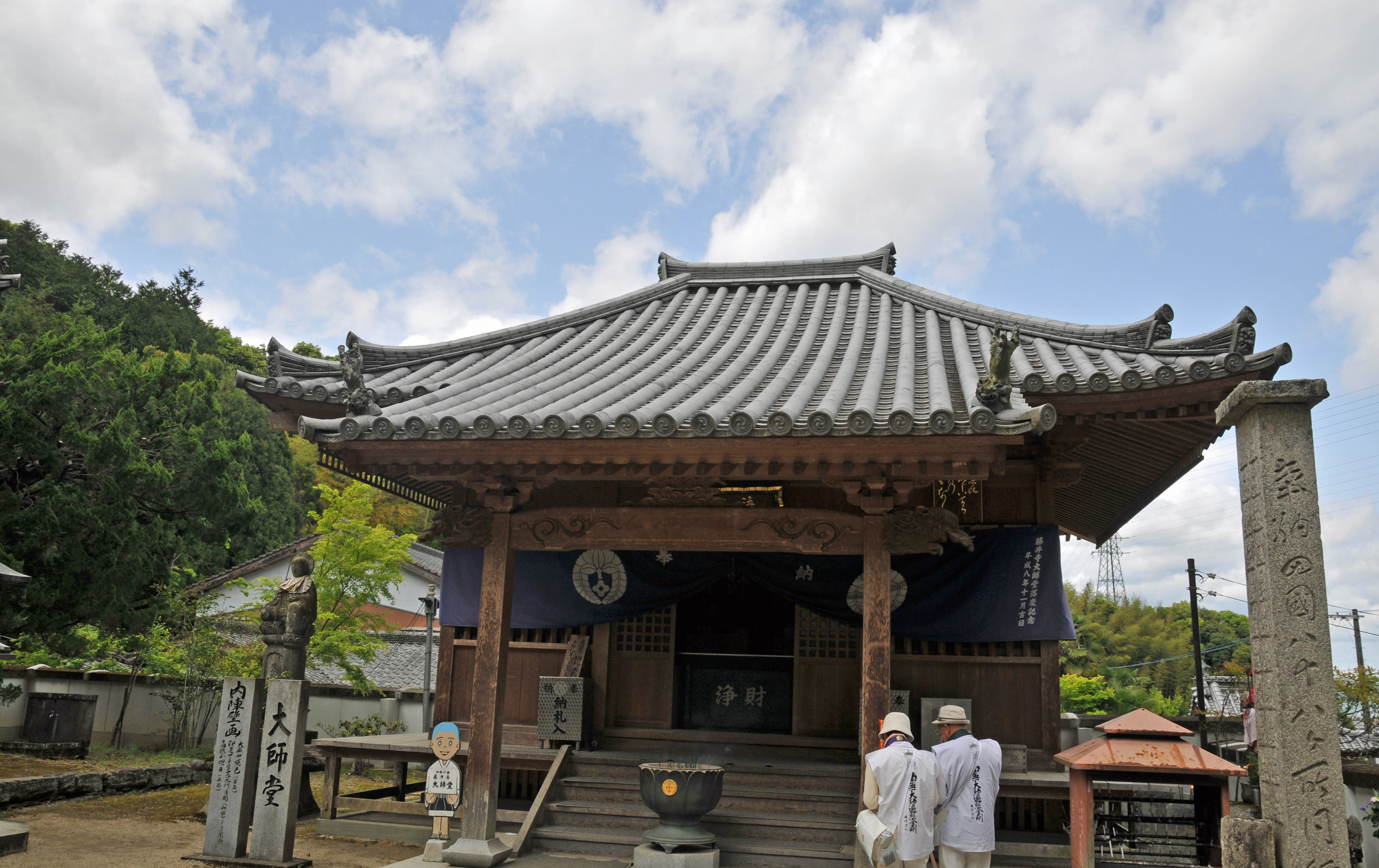
Daishidō
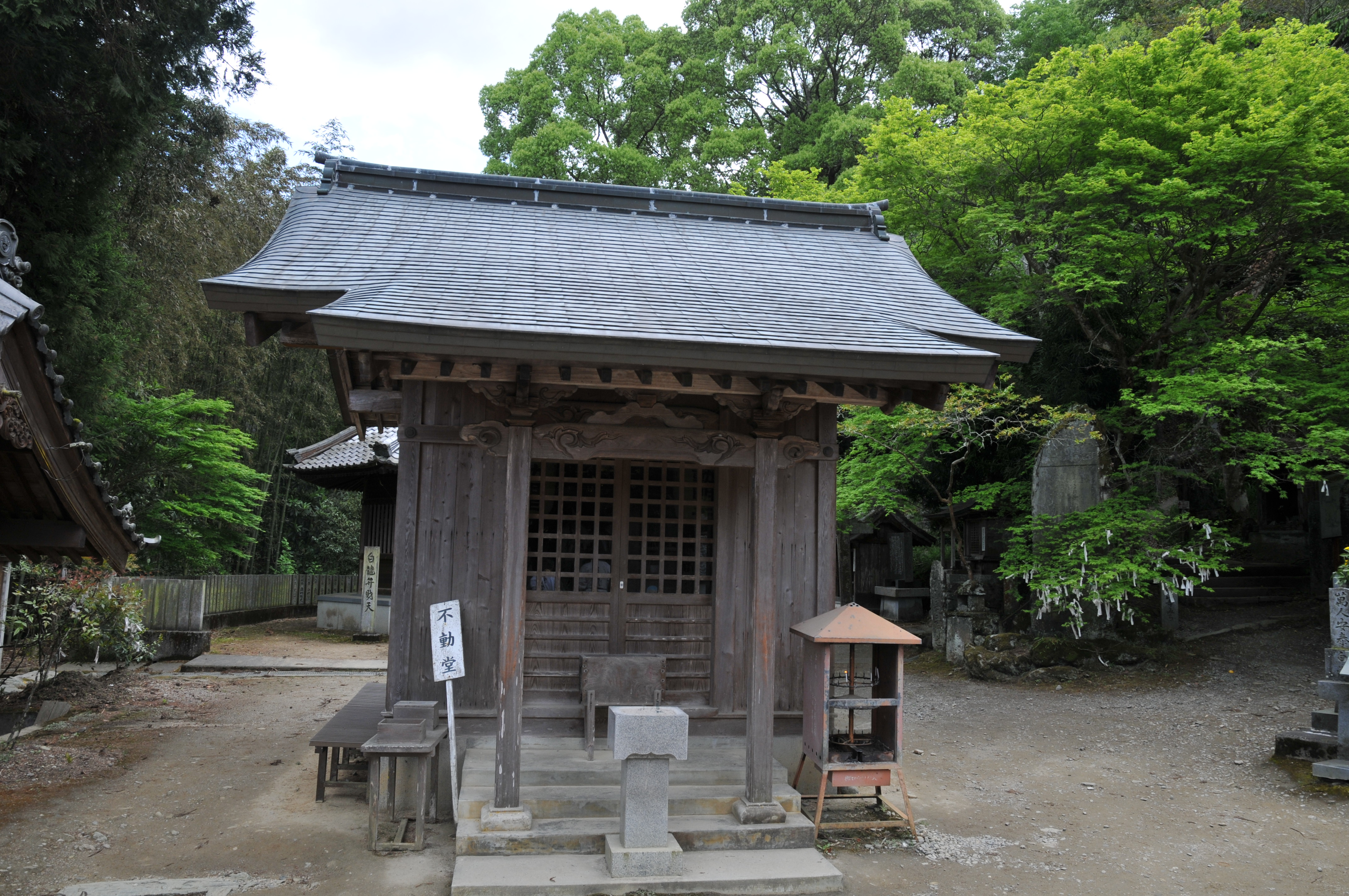
Fudō Pavillon
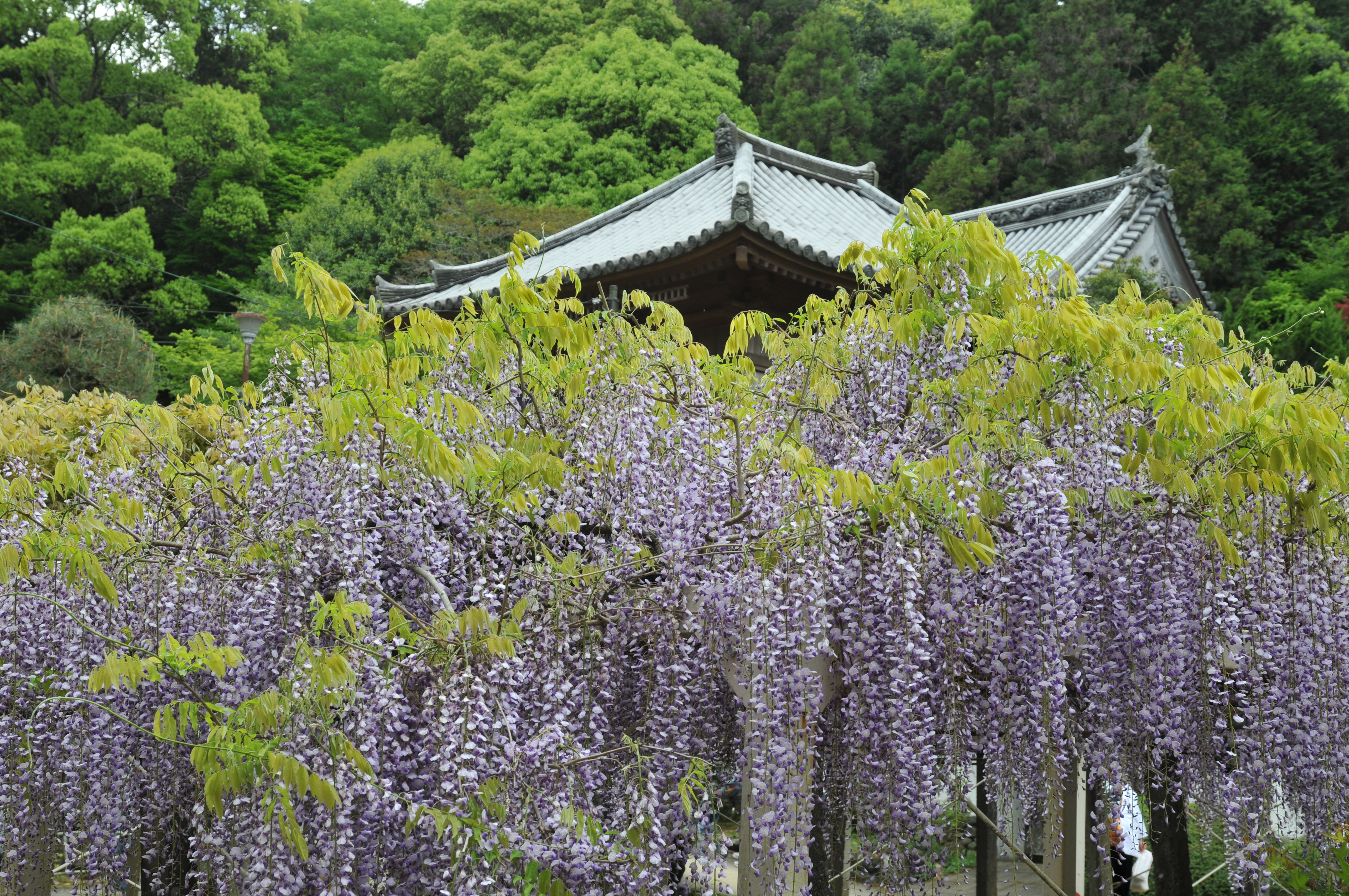
Wisterien
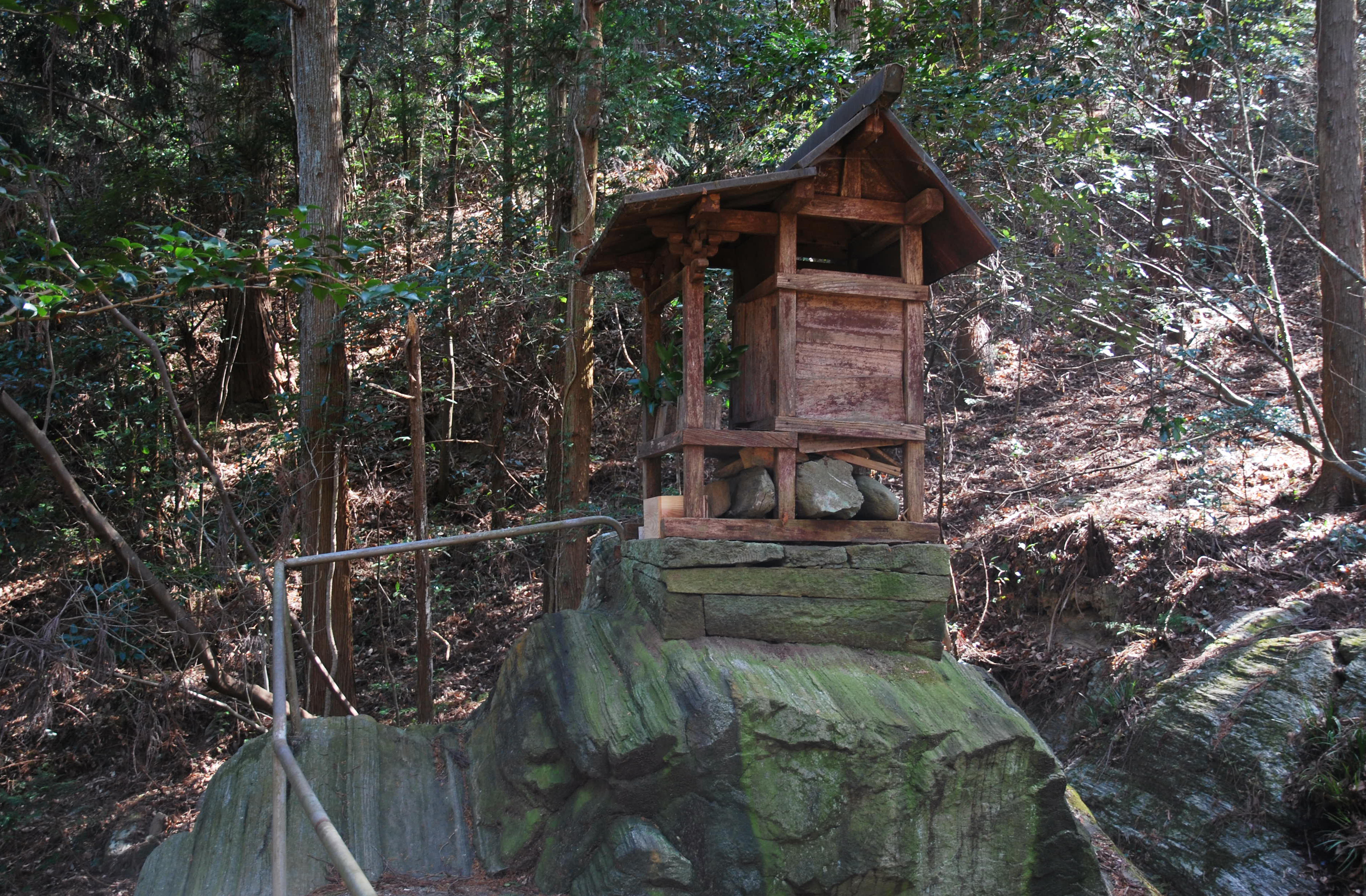
Oku no In